# 로터스 49

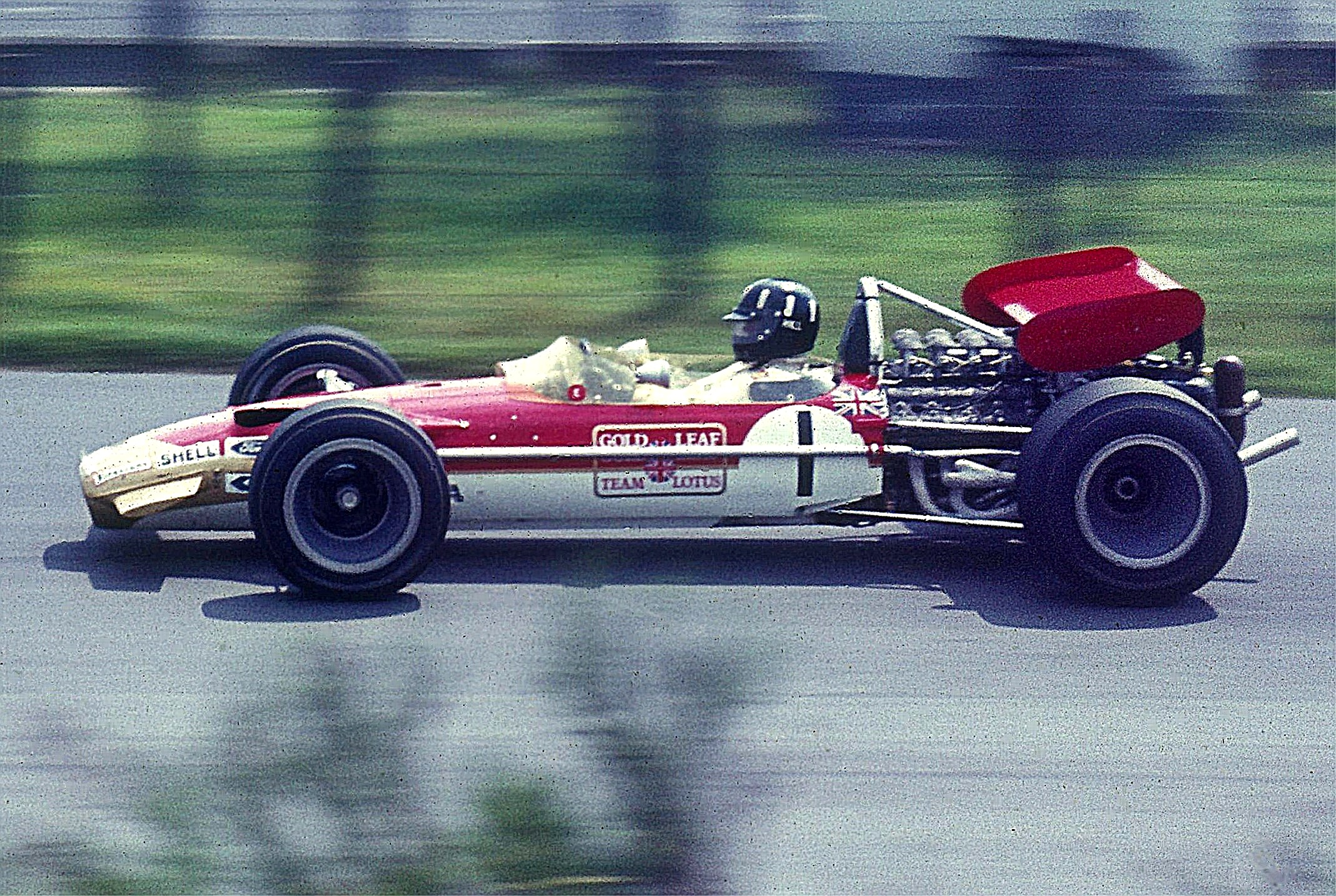
1969년 뉘르부르크링에서 로터스 49를 주행 중인 그레이엄 힐

로터스 49(Lotus 49)는 콜린 채프먼과 모리스 필리프(Maurice Philippe)가 1967년 포뮬러 원 시즌을 위해 제작한 포뮬러 원 경주 자동차이다. 1970년대에 가장 널리 쓰이게 된 포뮬러 원 엔진인 코스워스 DFV 엔진을 주축으로 설계되었으며, 응력을 받는 부재 엔진(stressed member engine)를 모노코크 차체와 함께 사용하여 무게를 줄인 최초의 포뮬러 원 자동차 중 하나이다. 또한 로터스 49의 파생 차량인 49B는 다운포스를 생성하기 위해 에어로포일을 사용한 최초의 차량이다. 

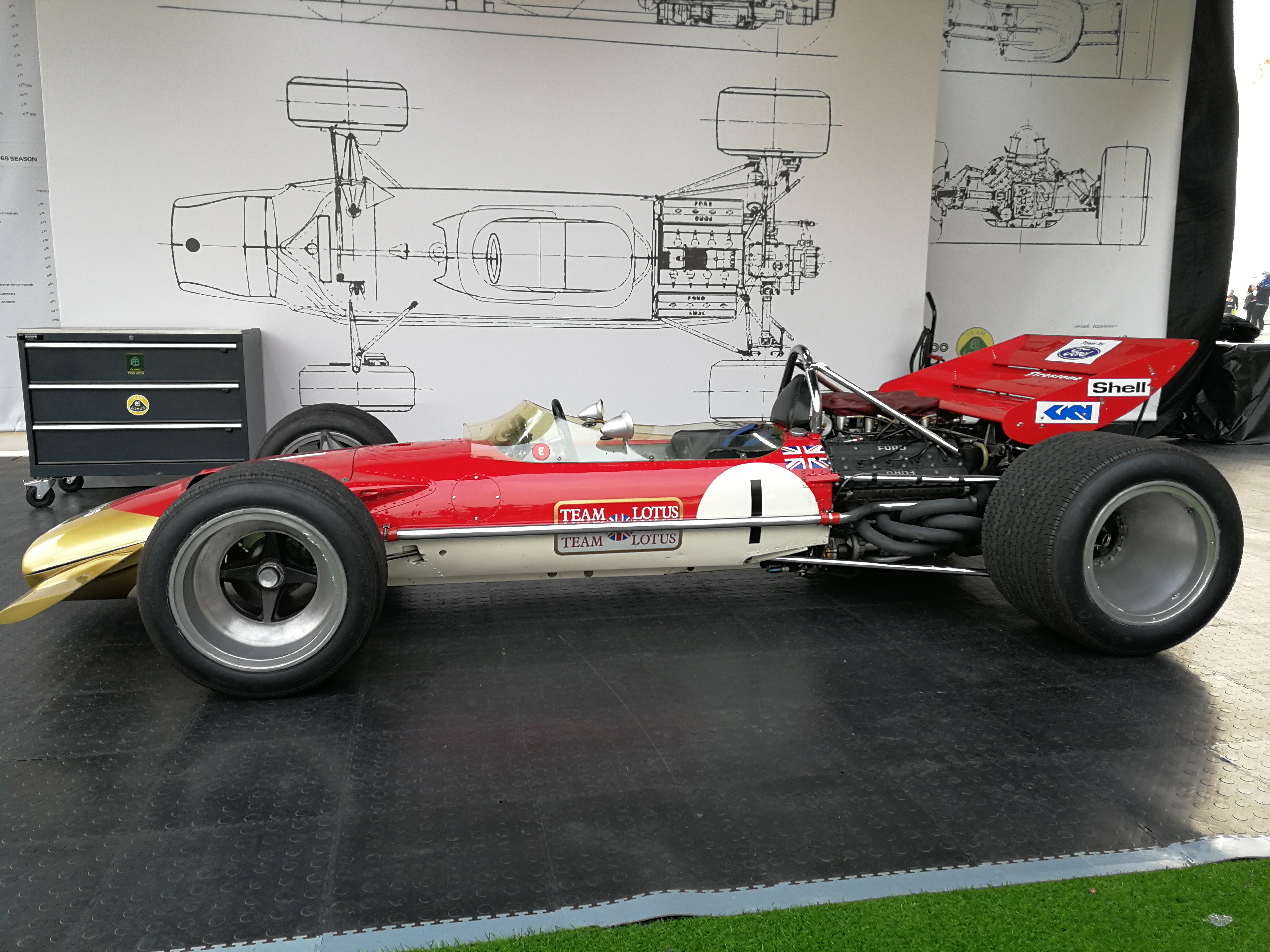
로터스 49B

1967년 짐 클라크는 로터스 49에 탑승하여 첫 그랑프리 우승을 달성했으며 1968년 그의 마지막 우승도 로터스 49로 달성했다. 그레이엄 힐은 1968년 포뮬러 원 드라이버 챔피언을 달성했고 1970년까지 로터스 49를 몰았다.

## 설계
49의 특별히 설계된 엔진은 한쪽이 모노코크 차체와, 다른 쪽이 서스펜션과 기어막스와 볼트로 체결되어 응력을 받는 구조부재가 되었는데, 이는 인디카에서 사용된 로터스 43과 이전 포뮬러 원 차량인 BRM P83, 란치아 D50에서도 볼 수 있는 형태였으며 이후 포뮬러 원 차량에 널리 적용되었다.

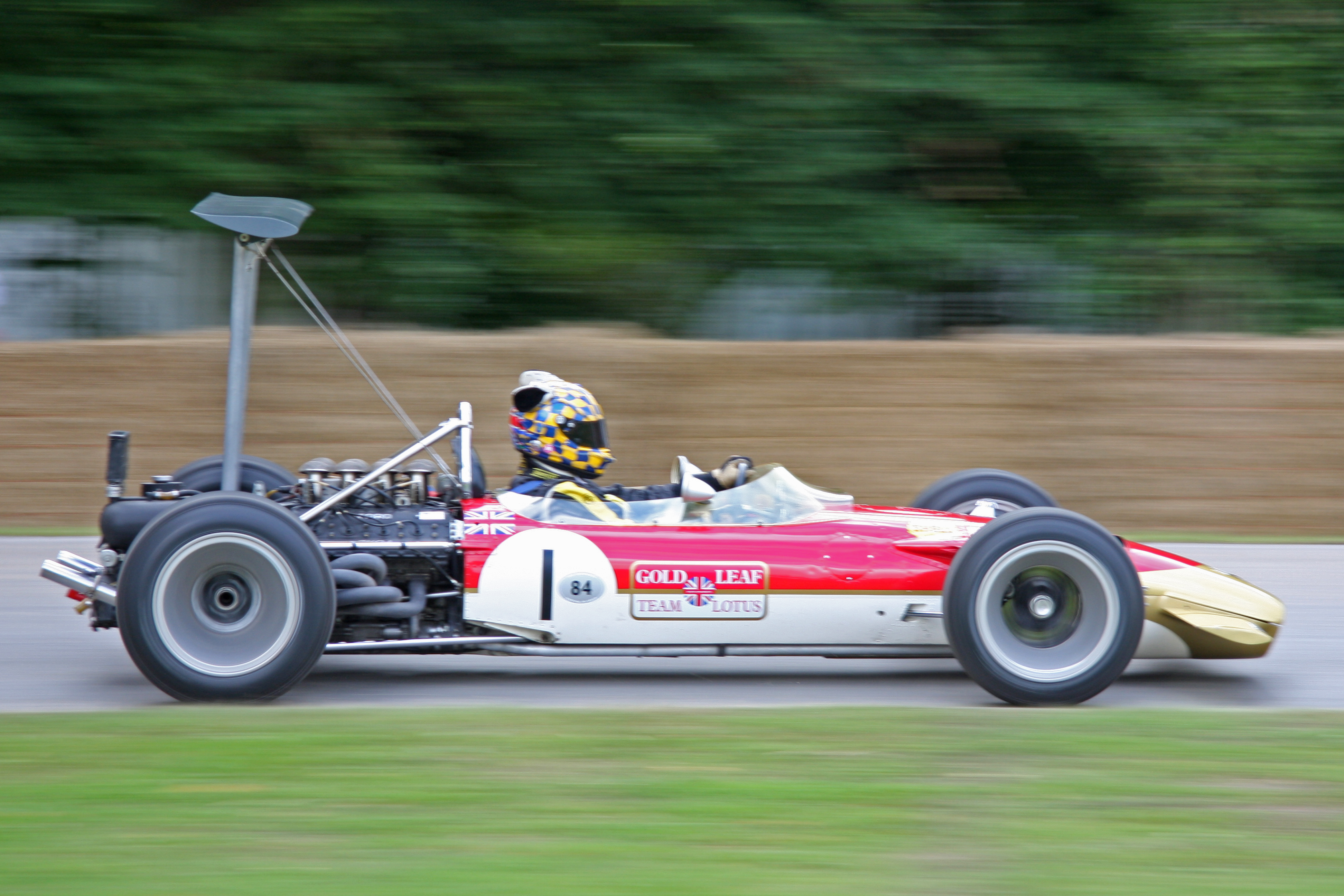
금지된 날개가 부착된 원래의 로터스 49B가 2008년 굿우드 페스티벌 오브 스피드에서 주행하는 모습

49는 경주차 분야의 새로운 기술이 적용되는 테스트베드로서 기능하였는데, 특히 1968년 모나코 그랑프리에 에어로포일 날개를 사용한 최초의 포뮬러 원 차량인 49B가 출전하였다. 이 날개는 본디 클린 에어를 활용하기 위해 차량 차체보다 높은 위치에 설치되었으나, 몇 차례 날개가 부러져 위험한 사고들이 발생하자 금지되었으며 직접 차체에 부착된 형태로 변경되었다.

## 기록
1967년 포뮬러 원 시즌에서 그레이엄 힐이 로터스 49의 테스트 주행을 하였으며, 첫 출전을 기록한 잔드보르트 서킷에서 짐 클라크가 우승을 달성하는 등 시즌 중 세 번의 우승을 달성했다. 이듬해 1968년 시즌에서 신뢰성을 개선하여 클라크가 개막전을 우승하였으나 포뮬러 2에서의 사고로 사망하였으며, 힐이 로터스 49에 탑승하여 스페인, 모나코와 멕시코에서 우승하며 월드 챔피언을 달성했다.
로터스 49B는 1969년 포뮬러 원 시즌에서 로터스 63으로 대체될 예정이었으나 63의 개발은 성공적이지 못했으며, 개선된 49C가 1970년 로터스 72로 대체될 때까지 사용되었다. 로터스 49는 포뮬러 원 챔피언십에서 12번의 그랑프리 우승과 2번의 드라이버 챔피언십 우승, 2번의 컨스트럭터 챔피언십 우승을 달성했다.